# 1893 no Brasil
Esta é uma cronologia dos fatos acontecimentos de ano 1893 no Brasil.

## Incumbentes
- Presidente do Brasil - Floriano Peixoto (23 de novembro de 1891 – 15 de novembro de 1894)

## Eventos
- 17 de janeiro: O Tribunal de Contas da União é instalado.
- 11 de fevereiro: Inicia a Revolução Federalista.
- 17 de julho: O navio mercante Rio Negro, da Companhia Nacional de Navegação a Vapor, é naufragado na Ilha da Queimada Grande.[1]
- 24 de agosto: Fundada a Escola Politécnica da USP em São Paulo.[2]
- 6 de setembro: Inicia a Revolta da Armada com o encouraçado Aquidabã contra o presidente da República, Floriano Peixoto, na baía de Guanabara, Rio de Janeiro.[3]
- 25 de outubro: O Partido Republicano Federal é criado.
- 17 de dezembro: Inicia a construção da cidade de Belo Horizonte, capital de Minas Gerais.

## Nascimentos
- 19 de janeiro: Magda Tagliaferro, pianista (m. 1986).